# Gaspar da Silveira Martins
Gaspar da Silveira Martins (Departamento de Cerro Largo, 5 de agosto de 1835 — Montevidéu, 23 de julho de 1901) foi um magistrado e político brasileiro.
Foi deputado provincial, deputado geral, presidente de província, ministro da Fazenda (ver Gabinete Sinimbu) e senador do Império do Brasil de 1880 a 1889.

## Biografia
Advogado e político, iniciou sua vida pública como juiz municipal no Rio de Janeiro, de 1858 a 1859. Depois, foi deputado (provincial e geral), senador, ministro da Fazenda, presidente da Província do Rio Grande do Sul e também conselheiro de Estado.
Silveira Martins, filho de estanceiros, nasceu em território uruguaio cinco anos depois deste país obter a sua independência do Império do Brasil. Nesta época, na região de fronteira, foi um período em que os limites territoriais entre o Uruguai e sul do Brasil ainda estavam imprecisos. Os limites entre o Império do Brasil e o Estado Oriental do Uruguai não foram estabelecidos até 1851. O silêncio em relação aos limites na Convenção de Paz de 1828 entre o Brasil e o Estado Oriental indicou o momento que ninguém podia assegurar militarmente o controle territorial das fronteiras estabelecidas anteriormente pelo tratado de 1777.
No início da carreira era antimonarquista e liberal, fazendo duras críticas aos governos conservadores da década de 1870. No entanto, com o desenrolar político da época e a subsequente divisão da política nacional em monarquistas e republicanos, alinha-se aos monarquistas e alguns conservadores que defendiam o parlamentarismo. Em 1862 foi eleito deputado provincial pelo Rio Grande do Sul e em 1865 fundou em Porto Alegre o jornal A Reforma. Este jornal, depois transferido para o Rio de Janeiro, foi o órgão oficial dos federalistas gaúchos. Em 1872 era deputado-geral. Em 1873 demitiu-se, poucos meses após assumir o Ministério da Fazenda, por não aceitar um projeto do governo de tornar inelegíveis os cidadãos não-católicos. Em 1880 elegeu-se senador e em sua terra natal enfrentava a dura concorrência política com Júlio de Castilhos, seu histórico adversário.
Na medida em que o choque entre monarquistas e republicanos aguçava-se, optou pelo parlamentarismo, transformando-se em um de seus maiores defensores. Pouco tempo antes da proclamação da república, foi conselheiro de Estado e logo depois presidente da província do Rio Grande do Sul.
Em 1889 foi o pivô da crise que culminou com a proclamação da república: o Marechal Deodoro, amigo do Imperador, concorda em participar da quartelada apenas para depor o gabinete do Visconde de Ouro Preto e volta para casa; no entanto, Benjamin Constant informa que Silveira Martins, desafeto de Deodoro, seria o escolhido para suceder Ouro Preto. Tal fato desencadeou definitivamente a Proclamação da República, pois Deodoro da Fonseca não aceitava ver um inimigo, que o chamava pejorativamente de sargentão, como primeiro-ministro. Com isto, o marechal aquiesce em assinar o decreto que institui o governo provisório republicano.

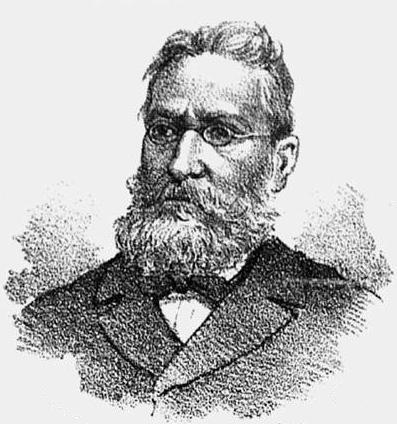
Gaspar da Silveira Martins.

Com a deposição de D. Pedro II Silveira Martins parte para um exílio na Europa. Em 1892, com a anistia concedida por Deodoro, volta à sua terra natal, para logo se indispor com a conduta dos governantes republicanos, por ele chamados de ditadores comtistas. Por ser declaradamente monarquista, participou de reuniões com outros brasileiros que tinham por objetivo restaurar a monarquia parlamentarista no Brasil. Numa delas, insistiu em vão para que D. Pedro II retornasse ao país, após o marechal Deodoro ter fechado o Congresso Nacional. Em seguida, propôs à princesa Isabel que permitisse aos militares ligados à Revolta da Armada levarem seu filho mais velho, D. Pedro, príncipe do Grão-Pará, para ser aclamado D. Pedro III. Ouviu da princesa que "antes de tudo era católica, e, como tal, não poderia deixar aos brasileiros a educação do filho, cuja alma tinha de salvar". Indignado, Silveira Martins respondeu: "então, senhora, seu destino é o convento."
Num congresso em Bagé, propõe uma reforma constitucional e a adoção do parlamentarismo. Não era sua intenção pegar em armas e lutou para que não houvesse conflito. Foi, contudo, voto vencido. Era o início da Revolução Federalista, que durou de 1893 até 1895.
Com a vitória de Júlio de Castilhos e a consequente pacificação, organizou um novo congresso federalista em Porto Alegre. A partir de então passou a dar mais atenção para sua vida na estância Rincón Pereyra, que possuía no Uruguai, tendo falecido repentinamente, num quarto de hotel em Montevidéu.
Paulo José Pires Brandão, neto materno e afilhado do Conselheiro Antônio Ferreira Viana, conheceu Silveira Martins em casa do avô. Em seu livro "Vultos do Meu Caminho", assim o descreve: 
"Alto, corpulento, grandes óculos, barba toda aberta e branca, pele muito vermelha. Voz de trovão, gesto largo, não sabia falar baixo, e mesmo quando palestrava era em tom de discurso, e a sua voz clara, sonora e forte invadia a sala onde estava, os corredores, o hall, a casa inteira, atravessando a rua. Não falava ao ouvido de ninguém, não dizia segredos, nem os tinha, mesmo porque a sua voz não dava diapasão para sussurros, não murmurava: tonitruava".